# 신약성경

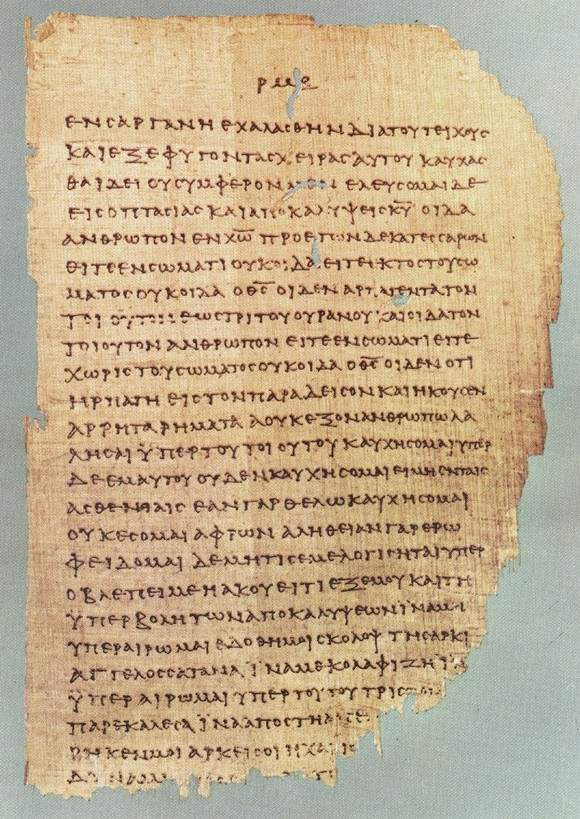

신약성경(新約聖經, 그리스어: Καινή Διαθήκη 카이네 디아테케[*], 라틴어: Novum Testamentum 노붐 테스타멘툼[*], 영어: New Testament, NT) 또는 신약성서(新約聖書)는 기독교의 경전이다. 구약성경(OT)을 구약이라고 부르는 것에 대비하여 신약이라고 부르며, 총 27권을 모았다.
| 내용                     | 신약성경    | 일리어드 |
| 사본의수                 | 24,643      | 643      |
| 원본 기록연대            | A.D. 40-100 | B.C. 900 |
| 최초 사본 연대           | A.D. 125    | B.C. 400 |
| 원본-최초 사본 시간 차이 | 25년        | 500년    |
| 사본간 오류              | 0.5%        | 5%       |

신약 성경의 일부 또는 전부를 포함한 현존하는 사본은 약 5,000여 개, 번역 사본은 약 18,000여 개로 모두 25,000여 개의 사본이 남아 있다. 신약 성경과 비교하는 데 가장 좋은 대조 서적으로는 호메로스의 일리어드(Illiad)를 이용한다. 신약 성경을 많은 사람들이 읽고 암기하고 또 비문에 적으면서 후세 사람들에게 문자와 구두로 전하던 방식처럼 호메로스의 일리어드(Illad) 또한 많은 사람들이 애송하고 지금까지 전해 내려왔다. 성경을  제외한 고대 문서 중 일리어드(Illad) 사본 수와 정확도는 고고학적으로 가장 신뢰도가 높아서 신약성경과 비교한다.

## 신약성경 역사
현재 일반적인 기독교에서 신약성경은 4편 복음서와 사도 행적을 기록한 1편의 사도행전, 바울로와 여러 저자가 각 지방의 교회 공동체에 보낸 편지와 그리고 종말에 대한 사도 요한의 예언서인 요한 묵시록을 한데 모은 책이다. 신약성경 글은 예수를 믿고 따르던 기독교인이 서로 다른 지방에 따른 언어 차이를 해소하고자 당시 유럽과 중동, 북아프리카의 공용어 역할이었던 고대 그리스어의 범용 형태인 헬레네즘 그리스어 또는 헬라어로 부르는 코이네 그리스어로 기록했다.
신약 성경 형태는 크게 두 가지다. 첫째, 같은 저자인 루가 복음서(누가라고 발음함)와 사도행전 및 마태오, 마르코, 요한 복음서 부분이다. 이 부분의 글들은, 예수와 사도들의 행적 기록에 초점을 맞춘다. 둘째로, 복음서 및 사도행전을 제외한 나머지 글은 편지 글로서, 이는 예수 승천 혹은 사후 예수의 제자인 사도들, 즉 이스가리옷 유다를 제외한 열두 제자 및 파울로스, 기타 권위있는 사람(히브리서의 경우)이 공동체에 문제가 생겼거나 복음을 정립할 필요가 있을 때 쓴 편지글들이다. 이 편지들이 성경으로 인정받기 전에도, '신앙을 올바로 전하는 글'이라 하여 참고 문헌처럼 널리 읽었다.
2세기 중엽, 마르키온의 등장은 초대교회 체제 정립에 큰 영향을 미쳤다. 마르키온은 유대교(구약)와 기독교(신약)의 하느님은 전혀 다르다고 이해하여, 초대교회의 공식적인 경전(구약성경)을 부인하고, 루카 복음서와 몇가지 파울로스 서신들을 묶어 새로운 경전을 주장하였다. 비록 그의 주장을 이단으로 배척하였으나, 그의 시도 탓에 기존의 성경(구약성서)만이 아닌 기독교만의 독자적인 새로운 경전, 즉 신약성경을 확립하는 결정적인 계기를 마련하였다. 당시 초대교회 내부의 이단세력 발흥에 저항하여 보편교회의 직제를 창시한 이레네우스는 4대 복음서의 권위를 강조하였다.
정경의 어원은 캐논(canon)이다. 캐논(κανών, הנק)은 ‘곧은 막대’인데 규칙, 측정 혹은 표준이라는 의미다(straight rod, meaning- rule, measure, or standard).

1. 사도적 저작권과 사도적 입증이다(apostolic authorship or authentication). “곧 거룩한 선지자들이 예언한 말씀과 주 되신 구주께서 너희의 사도들로 말미암아 명하신 것을 기억하게 하려 하노라.”(벧후 3: 2) “또 모세가 이 율법을 써서 여호와의 언약궤를 메는 레위 자손 제사장들과 이스라엘 모든 장로에게 주고.”(신 31: 9)
2. 유명한 다른 사도들의 기존 가르침과 일치하며 그리스도를 존중하는 교리적 내용(Christ-honouring doctrinal content, in line with the known teaching of other apostles)이다. “너희가 성경에서 영생을 얻는 줄 생각하고 성경을 연구하거니와 이 성경이 곧 내게 대하여 증언하는 것이니라.”(요 5: 39) “또 이르시되 내가 너희와 함께 있을 때에 너희에게 말한바 곧 모세의 율법과 선지자의 글과 시편에 나를 가리켜 기록된 모든 것이 이루어져야 하리라 한 말이 이것이라 하시고.”(눅 24: 44)
3. 사도 시대부터 교회 안에서 지속적으로 인정하며 영적 유익으로 사용한 책들이다(continuous acknowledgment and spiritually fruitful use of the books within the church from the apostolic age). “그러므로 우리는 들은 것에 더욱 유념함으로 우리가 흘러 떠내려가지 않도록 함이 마땅하니라 천사들을 통하여 하신 말씀이 견고하게 되어 모든 범죄함과 순종하지 아니함이 공정한 보응을 받았거든 우리가 이같이 큰 구원을 등한히 여기면 어찌 그 보응을 피하리요 이 구원은 처음에 주로 말씀하신 바요 들은 자들이 우리에게 확증한 바니 하나님도 표적들과 기사들과 여러 가지 능력과 및 자기의 뜻을 따라 성령이 나누어 주신 것으로써 그들과 함께 증언하셨느니라.”(히 2: 1-4) “이러므로 우리가 하나님께 끊임없이 감사함은 너희가 우리에게 들은 바 하나님의 말씀을 받을 때에 사람의 말로 받지 아니하고 하나님의 말씀으로 받음이니 진실로 그러하도다 이 말씀이 또한 너희 믿는 자 가운데에서 역사하느니라.”(살전 2: 13)

이에 따른 당시의 결론을 유세비우스의 분류에 따라서 살펴보면 다음과 같다.
1. 호모루구메나(Homolo-goumena)(경전성에 의심이 없는 문서) - 4복음서, 바울로의 편지, 베드로가 보낸 첫째 편지, 요한이 보낸 첫째 편지
2. 안티레고메나(antilegomena, αντιλεγόμενα)(경전성에 논란의 여지가 있는 문서) - 베드로가 보낸 둘째 편지, 요한의 둘째, 셋째 편지, 유다의 편지, 야고보의 편지
3. 노타(Nota)(경전성 인정은 어려우나, 잘 알려진 문서) - 베드로 묵시록, 요한 묵시록, 디다케, 바나바의 편지, 헤르마스의 목자 등

유세비우스(Εὐσέβιος)가 자신의 책(Ἐκκλησιαστικὴ ἱστορία)에서 초대 교회에서 논쟁이었던 성경의 책들이라고 언급이 그 시작이다.
키릴루스는 이 중에서 호모루구메나와 안티레고메나를 합쳐 26권의 목록을 만들었었다. 이는 363년 라오디케아 공의회에서 추인하며 현재 신약성경 구성을 결정하는 뼈대 역할을 하였다. 이에 아타나시우스는 키릴루스가 '노타'로 분류했던 요한 묵시록을 호모루구메나로 보아야 하며 총 27권이어야 한다고 주장했다. 결국 아타나시우스의 주장을 따른 27권 신약성서 구성은 382년 로마 공의회에서 확정하였다. 397년 카르타고 공의회는 44권(현재 분류로는 46권)인 기존 구약성경 목록과 더불어 27권을 신약정경으로 최종 인정하였다.
이러한 결정에 논란이 있었다. 일부 동방지역 교회는 보편교회의 일방적인 경전 확정에 반발하였다. 그들은 구약성경 아포크리파와 신약성경의 안티레고메나를 제외하라고 주장하였다. 결국 트룰란 에큐메니컬 공의회(692)에서 동방교회는 서방교회의 결정 일부를 수용하여 신약성경 목록을 공유하고, 구약성경의 아포크리파는 일단 정경으로 간주하나 경독서(아나기그노스코메나, ἀναγιγνωσκόμενα)로 인정하여 교리 도출에서 유보적 태도를 택하였다.

### 신약성서와 종교개혁
서방교회의 변화를 위해 종교 개혁 기치를 들었던 재야 신학자들이 기존 서방교회에서 인정하던 경전들의 경전성을 비판적으로 재검토하였다. 이 과정에서 구약성경 제2 경전 부분에서 강한 논쟁이 일어나서 신약성경은 비교적 논란 중심에서 벗어났다.
다만, '오직 믿음'(Sola Fide)을 신봉하던 루터는 '행동하는 믿음'을 강조하는 야고보서를 "지푸라기"에 비유하고 불에 태우는 등 강도높게 비난하기도 하였다. 하지만 최종적으로 루터교를 포함한 개신교계에서 그 경전성을 부정하는 결과는 없다. 다만 루터는 성경의 각 문헌 사이 차등적인 권위를 부여하는 식으로(Kanon im Kanon) 야고보서 등 그가 배척했던 일부 문헌의 영향력을 줄이려는 노력을 했다.
이후 개신교 학자들 중에서 일부는 이 야고보서를 ‘문제의 서‘라 불렀고, 루터 신학자 요한 브렌즈는 이것을 외전으로, 데이비드 스캐어(David P. Scaer)는 교회가 보편적으로 정경으로 승인하기에 부족한 책들이라 주장했다.
그렇게 다른 종교개혁자들에게도 구약 외전 논쟁 비중이 너무 컸던 나머지, 신약성경 27권 정경화에 대한 논란을 공론화하지 않았다.

## 신약성경의 목록 (총 27권)
목록편집에 인용한 성경번역본은 공동번역성서(1977년, 대한성서공회)을 기준으로, 사용자가 많은 순서로 개역개정판 성경전서(1998년, 대한성서공회)와 성경(2005년, 한국천주교주교회의)으로 정리하였다.

### 복음서
- 1 마태오의 복음서(마태)/마태복음(마)/마태오 복음서(마태)
- 2 마르코의 복음서(마르)/마가복음(막)/마르코 복음서(마르 또는 마가)
- 3 루가의 복음서(루가)/누가복음(눅)/루카 복음서(루카)
- 4 요한의 복음서(요한)/요한복음(요)/요한 복음서(요한)

### 사도의 활동
- 5 사도행전(행/사도) : 루카가 쓴 것으로 알려져 있다.

### 바오로 서신
- 6 로마인들에게 보낸 편지(로마)/로마서(롬)/로마 신자들에게 보낸 서간(로마)
- 7 코린토인들에게 보낸 첫째 편지(1코린)/코린도전서(고전)/코린토 신자들에게 보낸 첫째 서간(1코린)
- 8 코린토인들에게 보낸 둘째 편지(2코린)/코린도후서(고후)/코린토 신자들에게 보낸 둘째 서간(2코린)/
- 9 갈라디아인들에게 보낸 편지(갈라)/갈라디아서(갈)/갈라티아 신자들에게 보낸 서간(갈라)
- 10 에페소인들에게 보낸 편지(에페)/에베소서(엡)/에페소 신자들에게 보낸 서간(에페)
- 11 필립비인들에게 보낸 편지(필립)/빌립보서(빌)/필리피 신자들에게 보낸 서간(필리)
- 12 골로사이인들에게 보낸 편지(골로사이)/골로새서(골)/콜로새 신자들에게 보낸 서간(콜로)
- 13 데살로니카인들에게 보낸 첫째 편지(1데살)/데살로니가전서(살전)/테살로니카 신자들에게 보낸 첫째 서간(1테살)
- 14 데살로니카인들에게 보낸 둘째 편지(2데살)/데살로니가후서(살후)/테살로니카 신자들에게 보낸 둘째 서간(2테살)
- 15 디모테오에게 보낸 첫째 편지(1디모)/디모데전서(딤전)/티모테오에게 보낸 첫째 서간(1티모)
- 16 디모테오에게 보낸 둘째 편지(2디모)/디모데후서(딤후)/티모테오에게 보낸 둘째 서간(2티모)
- 17 디도에게 보낸 편지(디도)/디도서(딛)/티토에게 보낸 서간(티토)
- 18 필레몬에게 보낸 편지(필레)/빌레몬서(몬)/필레몬에게 보낸 서간(필레)

바울로 서신에서 골로사이인 편지, 에페소인 편지, 데살로니카 둘째 편지는 바울로와 타 신학자들의 공동 저작이거나 차명본으로 보며, 디모테오 첫째 편지, 디모테오 둘재 편지, 디도 편지는 바울로 학파의 학자들이 초대교회를 조직하기 위한 과정에서 썼다고 보고, 그 외 서신들은 바울로의 직접 저작으로 본다. 이러한 바울로 서신의 세가지 분류 방법을 신약학계에서 대체로 지지한다.

### 발신자 불명의 서간
- 19 히브리인들에게 보낸 편지(히브)/히브리서(히)/히브리인들에게 보낸 서간

### 야고보의 서간
- 20 야고보의 편지(야고)/야고보서(약)/야고보 서간(야고)

### 베드로의 서간
- 21 베드로의 첫째 편지(1베드)/베드로전서(벧전)/베드로의 첫째 서간(1베드)
- 22 베드로의 둘째 편지(2베드)/베드로후서(벧후)/베드로의 둘째 서간(2베드)

성경학자들은 베드로의 첫째, 둘째 편지를 베드로의 작품이 아니라, 베드로를 추종하는 이들이 쓴 문서로 이해한다.

### 요한의 서간
- 23 요한의 첫째 편지(1요한)/요한일서(요일)/요한의 첫째 서간(1요한)
- 24 요한의 둘째 편지(2요한)/요한이서(요이)/요한의 둘째 서간(2요한)
- 25 요한의 셋째 편지(3요한)/요한삼서(요삼)/요한의 셋째 서간(3요한)

### 유다의 서간
- 26 유다의 편지(유다)/유다서(유)/유다 서간(유다)

### 묵시록
- 27 요한의 묵시록(묵시)/요한계시록(계)/요한 묵시록(묵시)

## 기독교 종파별 분류

### 개신교
1998년 개역개정판 (대한성서공회)
- 복음서 : 마태복음, 마가복음, 누가복음, 요한복음
- 역사서 : 사도행전
- 서신서
  - 바울서신 : 로마서, 갈라디아서, 에베소서, 디모데전서, 디모데후서, 디도서, 빌레몬서, 고린도전서, 고린도후서, 빌립보서, 골로새서, 데살로니가전서, 데살로니가후서
  - 목회서신 : 디모데전서, 디모데후서, 디도서
  - 일반서신 : 히브리서, 야고보서, 베드로전서, 베드로후서, 요한일서, 요한이서, 요한삼서, 유다서
- 계시록 : 요한계시록

### 천주교회
2005년 성경 (한국 천주교 주교회의)
- 복음서 - 마태오 복음서, 마르코 복음서, 루카 복음서, 요한 복음서
- 사도행전 - 사도행전
- 서간서
  - 로마 신자들에게 보낸 서간, 코린토 신자들에게 보낸 첫째 서간, 코린토 신자들에게 보낸 둘째 서간, 갈라티아 신자들에게 보낸 서간, 에페소 신자들에게 보낸 서간, 필리피 신자들에게 보낸 서간, 콜로새 신자들에게 보낸 서간, 테살로니카 신자들에게 보낸 첫째 서간, 테살로니카 신자들에게 보낸 둘째 서간, 티모테오에게 보낸 첫째 서간, 티모테오에게 보낸 둘째 서간, 티토에게 보낸 서간, 필레몬에게 보낸 서간, 히브리인들에게 보낸 서간, 야고보 서간, 베드로의 첫째 서간, 베드로의 둘째 서간, 요한의 첫째 서간, 요한의 둘째 서간, 요한의 셋째 서간, 유다 서간
- 묵시록 - 요한 묵시록

## 같이 보기
- 예수의 연대학
- 신약의 역사적 배경
- 복음서 목록
- 노붐 테스타멘툼 그라이케
- 루돌프 불트만
- 한스 콘젤만
- 바트 D. 어만

## 참고 문헌
- 안명준, 한 눈에 보는 성경 조직신학, 기쁜날, 2014,